# Elliot Berg
Elliot Berg (New York, 21 maggio 1927 – 21 novembre 2002) è stato un economista e saggista statunitense, consulente della Banca Mondiale.
Ha curato il "rapporto Berg", uno studio pubblicato nel 1981 sulla decolonizzazione degli stati africani e sulle relative politiche industriali.

## Pubblicazioni
- Pubblicazioni sull'archivio della Banca Mondiale, su www-wds.worldbank.org. URL consultato il 5 settembre 2014 (archiviato dall'url originale il 4 marzo 2016).